# 華東師範大学第二附属中学
華東師範大学第二付属中学（かとうしはんだいがくだいにふぞくちゆうがく、簡体字: 华东师范大学第二附属中学, 拼音: HuáDōng ShīFàn DàXué DìÉr FùShǔ ZhōngXué）は、上海市浦東新区張江高科技園区にある教育部直属の全国重点高級中学。略称は華師大二付中。上海市科技特色学校（先進的な理科教育を試行する学校）に指定されており、またアジア・太平洋地域教育開発計画 (APEIC) にも参加している。浦東新区に移ったのは2002年であり、それまでは中山北一路に所在する華東師範大学のキャンパス内に校舎が設けられていた。中国人と留学生（外国人）が受けるクラスは別々に分けられているが、中国語の能力によっては外国人も中国人と同じクラスを受けることができる。